# Monetazione umbra
Per la Regio VI Umbria le zecche note sono solo tre:
- Ariminium
- Iguvium
- Tuder

Si tratta in gran parte di monete arcaiche, con una forte presenza di monetazione fusa.

## Ariminum
Secondo Strabone Ariminum (Rimini) fu una città degli Umbri, in seguito conquistata dai Galli.
Ad Ariminum fu dedotta una colonia Romana verso il 268 a.C..
Di questa città sono note una serie di aes grave e una monetazione al martello rappresentata da un'unica moneta.

### Serie fusa
La serie fusa è molto grezza ed è caratterizzata dal tipo che vede al dritto una testa di guerriero gallico, con capelli lunghi che cadono sul collo, grandi baffi e dal torques, la tipica collana dei guerrieri gallici.
Lenormant assegnava l'aes grave di Ariminum al periodo in cui i Galli Senoni controllavano la città e in cui un'alleanza stretta tra Galli, Etruschi, Sanniti ed Umbri  fu battuta dai Romani nella battaglia di Sentino (295 a.C.). Mommsen invece, in base alle caratteristiche stilistiche riteneva che le monete fuse appartenessero ad un periodo successivo, quando la città era già entrata nell'orbita di Roma, ma prima della deduzione della colonia.
Secondo le opinioni di autori recenti le monete appartengono al periodo successivo alla deduzione della colonia da parte di Roma e quindi nel periodo tra il 268 ed il 225 a.C.
La serie è costruita intorno ad un asse di ca. 387 g ed è così costituita:
| quincunx   | Testa di Gallo dx | scudo •••••         |
| quadruncia | „                 | spada e fodero •••• |
| teruncia   | „                 | tridente •••        |
| biuncia    | „                 | delfino ••          |
| oncia      | „                 | rostro •            |
| semioncia  | „                 | conchiglia          |

Head cita anche un asse con la testa di Gallo al dritto ed una testa equina al rovescio ma l'esemplare non è noto.

### Moneta battuta
La moneta battuta è un bronzo, il cui peso varia dai 3,6 ai 7,25 grammi e il diametro è di 17–19 mm. Il testo della legenda in caratteri latini fa collocare questa moneta nel periodo successivo alla deduzione della colonia romana.
Testa di Vulcano
ARIMN Guerriero Gallo armato con scudo ovale e lancia.
Esemplari della moneta sono diffusamente presenti in molte collezioni; ad esempio: B. M. C., Italy, SNG Morcom: 51,SNG France (Italie) etc.

## Iguvium

Scritta in alfabeto osco sulle monete di Iguvium

Iguvium (Gubbio) era un centro fortificato sul versante occidentale degli Appennini, che rimase indipendente fino alla guerra sociale.
La monetazione fusa di questa città è sullo stesso standard della monetazione di Tuder ed è considerata anteriore al 268 a.C. L'iscrizione è in caratteri umbri e secondo Conway deve essere interpretata come Ikuvins o Ikufins. In genere è posta sul rovescio.
Rutter riporta tre serie.
Prima serie, basata su un asse di 196 g:
| Triasse   | sole                    | luna                      | \|\|\| |
| Asse      | sole                    | luna e stelle             | \|     |
| Semisse   | „                       | „                         | )      |
| Triente   | ruota                   | ruota                     | ••••   |
| Quadrante | ruota                   | ruota                     | •••    |
| Sestante  | ramo di palma           | cornucopiæ                | ••     |
| Oncia     | grappolo d'uva su disco | disco con segno di valore | •      |

Seconda serie, basata su un asse di 180 g:
| Asse      | elmo corinzio  | cornucopiæ | \|   |
| Semisse   | „              | „          | )    |
| Triente   | tenaglie       | cornucopiæ | •••• |
| Quadrante | „              | „          | •••  |
| Sestante  | ramo di palma  | „          | ••   |
| Oncia     | grappolo d'uva | „          | •    |

Terza serie, basata su un asse di 187 g; comprende solo una moneta:
| Semisse | chicco di grano (o scudo) e due stelle | luna ed astragalo | ) |

Esistono altre varianti
Di Iguvium non sono note monete battute.

## Tuder
Tuder (Todi) era certamente una città importante, sulla riva sinistra del Tevere, al confini con l'Etruria.
Sulle monete l'etnico è in alfabeto umbro, †V†EDE (Tutere), per lo più retrogrado, cioè .
Rutter riporta tre serie di Aes grave e una di monete battute.
Prima serie basata su un asse di 204 g circa:
| Oncia | rospo | tartaruga; † V | • |

Seconda serie, basata su un asse di 248 g circa:
| Asse      | aquila; †V†EDE             | cornucopiæ con grappolo d'uva e spiga di grano | \|   |
| Semisse   | cane dormente; †V†EDE      | lira                                           | )    |
| Triente   | due clave; in mezzo †V†EDE | mano destra che indossa un caestus             | •••• |
| Quadrante | ancora                     | rospo; †V                                      | •••  |
| Sestante  | cicala                     | tridente; †V                                   | •••  |
| Oncia     | kantharos                  | punta di lancia; †V                            | •    |

Terza serie, basata su un asse di 82,5 g circa:
| Semisse   | cane dormente              | lira                               | )    |
| Triente   | due clave; in mezzo †V†EDE | mano destra che indossa un caestus | •••• |
| Quadrante | ancora                     | rospo                              | •••  |
| Sestante  | tridente                   | cicala                             | •••  |
| Oncia     | punta di lancia            | vaso                               | •    |

Le monete battute sono:
Testa giovanile con pileo/Scrofa e maialini; sopra †V†EDE (Tutere). (B. M. C., Italy, p. 397) ca. 22 mm
Testa di Sileno, corona di uva/Aquila, ali aperte, †V†EDE  (Berl. Cat., III. i. Pl. I. 11). (Ib., p. 39). ca. 18 mm
Testa di Pan / cornucopiæ con grappolo d'uva e spiga di grano; †V†EDE ca. 13 mm